# Ivan Tsarévitch et la Princesse Changeante
Pour plus de détails, voir Fiche technique et Distribution.
Ivan Tsarévitch et la Princesse Changeante est un film d'animation en théâtre d'ombres (papier découpé) de Michel Ocelot, sorti le 28 septembre 2016 et composé de quatre contes. Ces quatre contes sont issus de la série télévisée d'animation française Dragons et Princesses, réalisée par Michel Ocelot diffusée du 25 octobre au 05 novembre 2010 sur Canal+ Family.

## Synopsis
Tous, les soirs, dans un cinéma désaffecté, un garçon, une fille et un vieux projectionniste imaginent des aventures. Les trois amis inventent, se documentent, dessinent, se déguisent et deviennent les héros de contes merveilleux. Des profondeurs de la terre aux confins de l'Orient, ils rivalisent d'imagination pour incarner princesses et aventuriers. Chaque conte se déroule en un lieu et un temps différents.
- La Maîtresse des Monstres : une peuplade vit dans des grottes, loin sous terre. Elle est totalement soumise au bon vouloir de monstres. Une petite fille, un peu malmenée car un peu insoumise, se croit la plus faible de tous. Mais un petit animal va lui révéler un secret qu'elle aura du mal à croire[2]...
- L'écolier Sorcier : un jeune garçon recherche du travail lorsqu'il fait la rencontre d'un puissant sorcier. Ce dernier lui propose de devenir son apprenti. Devenant sorcier à son tour, le jeune homme apprend formules magiques et métamorphoses, mais quel est le but du grand sorcier ?
- Le Mousse et sa Chatte : un petit mousse est maltraité par tout un équipage de pirates. Sa seule amie : sa chatte, enceinte. Mais la vie sur le bateau est aussi difficile pour l'animal que pour son maître qui rêve de vivre à terre. Un jour, le bateau arrive dans une magnifique ville orientale. Et si le mousse pouvait enfin réaliser son rêve[3]?
- Ivan Tsarévitch et la Princesse Changeante : le père du jeune Tsarévitch est mourant. Seules trois prunes d’or du Tsar des Jardins pourraient le sauver. Mais il faut passer par tant d’épreuves, par tant de tsars cruels, et aussi par la Princesse Changeante, qui rend fous tous les hommes qui l’approchent[4]...

## Fiche technique
- Titre : Ivan Tsarévitch et la Princesse Changeante
- Réalisateur : Michel Ocelot
- Scénario et dialogues : Michel Ocelot
- Producteurs : Christophe Rossignon, Philip Boeffard
- Musique originale : Christian Maire
- Format de l'image ; 1,77
- Support de projection : DCP et DVD
- Sociétés de production : Nord-Ouest Films, en co-production avec Canal+ et Studio O
- Société de distribution : Septième Factory (France) ; Studiocanal et Septième Factory (Etranger)
- Langue : français
- Durée : 57 minutes
- Sortie : 28 septembre 2016

## Distribution
- Marine Griset : la maîtresse des monstres / la fille chez le sorcier / la fille / la princesse changeante
- Julien Béramis : le jeune roi / l'apprenti sorcier / le mousse / Ivan Tsarévitch
- Michel Élias : le rat / le sorcier / le cuisinier / le tsar des céramiques
- Olivier Claverie : homme 1 & 2 / l'orfèvre / le capitaine / le tsar des purs sangs
- Isabelle Guiard : femme 1 / la marchande
- Olivia Brunaux : femme 2
- Yves Barsacq : Téo / le tsar des jardins

## Distinctions
- Prix du meilleur long métrage enfant, Carrousel International du Film de Rimouski (Québec), 2017
- Bobine d'Or dans la catégorie 8-13 ans, Festival Les 400 Bobines, Lisieux (France), 2017
- Sélection au Festival International du Film de Munich (Allemagne), 2017
- Sélection au Festival BFI du Film de Londres (Grande-Bretagne), 2017
- Sélection au Festival International du Film de Melbourne (Australie), 2017
- Sélection au Festival du Film Français, Édimbourg (Grande-Bretagne), 2017